# Warlords (серия игр)
Warlords — серия компьютерных игр, большая часть которой — стратегические игры с ролевыми элементами. Серия разделена на две основные линейки игр — пошаговые стратегии Warlords и стратегии в реальном времени Warlords Battlecry. Помимо них, во вселенной Warlords были выпущены логические игры с ролевыми элементами, наиболее известные из которых — Puzzle Quest и Puzzle Quest 2, а также коллекционная карточная игра Warlords. Все игры были разработаны под руководством геймдизайнера Стива Фоукнера.
Первая игра была разработана Infinite Interactive в 1989 году и издана Strategic Studies Group. В течение более чем десяти лет все последующие игры разрабатывались в Strategic Studies Group, но начиная с Warlords IV, разработкой занимается Infinite Interactive, вышедшая из состава Strategic Studies Group.
Действие игр происходит в фэнтезийном мире Этерии и основано на традиционном противостояния добра и зла с нейтральными сторонами между ними. Герои на стороне добра — сирианские рыцари, Империя людей, эльфы и гномы. На стороне зла представлены демоны, Лорды Чумы, Лорды Голода, Лорды Войны и властелин Смерти Лорд Бейн.
Политика в этом мире на самом деле более сложная, чем простое противостояние добра и зла. Начиная с третьей части серии в игре используется сложная система дипломатии и отношений между сторонами.

## Пошаговые стратегии
Концепция игр серии была обозначена в 1989 году с выходом первой части. Целью игры является захват всех городов на карте с помощью армий и героев, которых можно нанимать в городах.
На карте существуют различные типы местности, которые влияют на передвижения по ним различных типов юнитов, а также оказывают влияние на битвы. Сражения в игре происходят автоматически по принципу стека. В каком порядке были выставлены бойцы в стеке, в таком они и будут выходить на поле сражения. В игре присутствуют особые юниты — герои. Они могут посещать руины, летать на летающих юнитах, носить предметы и использовать заклинания. Начиная со второй части, они стали получать опыт и расти в уровне.
Warlords вышла на PC 6 декабря 1989 года. Через некоторое время вышли версии для Amiga и Apple Macintosh. В игре имелись 8 рас (они сохранялись до четвёртой части), которым нужно было воевать за континент Иллурия. Играть можно было как против компьютера, так и против людей (до восьми игроков в режиме «hot-seat»).
В 1993 году SSG выпустила продолжение Warlords — Warlords II. В игру было добавлено больше ролевых элементов. Герои теперь стали расти в уровне и выполнять квестовые задания. Появились дипломатические отношения, города стало можно разворовывать. Наиболее важные нововведения — генератор случайных карт и полноценный многопользовательский режим PBEM. В 1994 году было выпущено издание игры с редактором карт, а в 1995 deluxe-версия. Существует версия Warlords II для портативных компьютеров, работающих под управлением Windows Mobile.
Warlords III вышла в 1997 году. Новый издатель предпочел не выпускать версию для Apple Macintosh и вышла версия только под Windows, хотя версия для Mac обещалась в ходе разработки. В дополнение к традиционным Hot-Seat и PBEM режимам многопользовательской игры, добавились сетевая и online режимы игры. Игра не отступала от канонов серии, но теперь магия стала одним из важнейших аспектов игры, герои получили возможность переходить из сценария в сценарий. В 1998 году вышло дополнение Warlords III: Darklords Rising. В него вошёл редактор карт (которого не было в оригинальной игре), было добавлено множество сценариев и новые кампании. Игра была серьёзно перебалансирована и стала дружелюбной для пользовательских модификаций.
Warlords IV: Heroes of Etheria, последняя на данный момент пошаговая стратегия из серии, вышла в 2003 году. В игровой процесс было внесено множество изменений. Был введен новый режим боя вместо традиционного автоматического. Теперь игрок во время боя выбирает какой боец будет сражаться следующим. Были убраны наборы армий. Герои потеряли возможность летать на любых летающих юнитах. Для этого теперь подоходят только призванные юниты.
Следующей игрой серии должна стать игра Warlords V. О начале разработки было объявлено в 2006 году и Стив Фоукнер опубликовал 4 статьи из цикла Warlords V Design Diary. На данный момент неизвестно, продолжается ли разработка игры.

## Стратегии в реальном времени
Помимо пошаговых стратегий Warlords, существует ещё ответвление стратегий в реальном времени. Все три игры серии выпущены на одном и том же графическом движке и своим геймплеем напоминают Warcraft II и Starcraft. Наиболее заметными отличительными признаками серии являются система развития героя, которая привносит ролевые элементы в игру, и большое количество рас (от 8 в первой части до 16 в третьей).
В рамках серии вышли три игры — Warlords Battlecry, Warlords Battlecry II и Warlords Battlecry III.
Официального анонсирования Warlords BattleCry IV не было, но Стив Фоукнер на официальном форуме обещал, что серию бросать не собирается и продолжение обязательно будет. Проблемы с Warlords Battlecry такие же, как и с Warlords V, — отсутствие заинтересованного издателя.

## Игры в других жанрах
Первым не стратегическим вариантом Warlords стала карточная игра. Геймплей игры был схож с Magic: The Gathering.
В 2007 году вышла игра Puzzle Quest: Challenge of the Warlords, совмещающая в себе элементы головоломки и ролевой игры. Игра стала очень популярной, и в 2010 году вышла вторая часть — Puzzle Quest 2, которая также является частью вселенной Warlords.
Действие игр Infinite Interactive Warlords Online и Puzzle Kingdoms тоже происходит во этой вселенной.

## Невышедшие игры
Warlords DS — пошаговая стратегическая игра из серии Warlords для портативных консолей Nintendo DS. Разработкой игры занималась компания Glyptic Entertainment. Изначально издавать игру в 2007 году планировала компания Strategy First, но в связи с финансовыми трудностями компании пришлось свернуть все свои проекты для Nintendo DS. На данный момент дальнейшая судьба проекта не известна. Игровой процесс Warlords DS главным образом основан на игре Warlords II, хотя и имеет ряд различий.
Warlords: Castles — игра для мобильных телефонов, разработанная компанией Impossible Games. Разработчик игры Impossible Games прекратил своё существования, а Release Candidate версия игры была выложена для бесплатного скачивания в интернете.

## История создания
В 1989 году Стив Фоукнер и основанная им команда Infinite Interactive разработали игру Warlords, положившую начало серии.
Не исключено, что игра частично заимствовала элементы дизайна варгейма Empire Уолтера Брайта и Марка Болдуина и настольной AD&D игры Dragons of Glory.
По совету друга Фоукнер решил найти издателя для этой игры. Поиски издателя продолжались долго, пока игрой не заинтересовались Strategic Studies Group, фирма уже прославившаяся своими варгеймами,
морской стратегией Carriers at War и первой 4X-игрой Reach for the Stars.
Последующие две части игры — Warlords II и Warlords III были спроектированы Фоукнером и разработаны в Strategic studies Group.
В 1999 году, когда пошаговые стратегии были уже не так популярны, как раньше, Стив Фоукнер спроектировал стратегию в реальном времени Warlords Battlecry. Её основными отличиями от конкурентов были большое количество непохожих друг на друга рас и развитая ролевая система.
Разработка Warlords IV велась очень долго. Сначала игру должна была выпустить Red Orb в 2000 году, но фирма прекратила своё существование. После этого было анонсировано, что издателем станет Strategic Simulations, Inc. и игра выйдет в 2001, но и эта фирма перестала существовать во время разработки. В конечном итоге издателем стала UbiSoft.
В игру было решено добавить тактический бой, похожий на тот, что представлен в играх серии Heroes of Might and Magic.
Дата выхода много раз откладывалась, и в 2002 году Strategic Studies Group решила прекратить разработку, как Warlords IV, так и вообще всей серии игр Warlords. В связи с этим Стив Фоукнер ушёл из SSG и организовал собственную студию Infinite Interactive. Стиву Фоукнеру пришлось переписывать игру с нуля и уложиться в срок 6 месяцев.
Решено было отказаться от полноценного тактического и вместо него было представлено развитие стекового боя из предыдущих частей игры. Warlords IV вышла на движке от Warlords Battlecry II.
Через год после этого Infinite Interactive выпустили Warlords Battlecry III. Warlords IV и Warlords Battlecry III не получили такой популярности, как предшественники, хотя и были высоко оценены игровой прессой.
В 2004 году вышла версия Warlords II для Pocket PC, разработанная Pocket PC Studios
. Игра получила большую популярность. Вскоре после этого были анонсированы Warlords для мобильных телефонов и Nintendo DS. Эти игры официально так и не вышли.
В 2005 году Стив Фоукнер начал разработку игры Warlords Champions, основанной на головоломке Bejeweled. Игра вышла в 2007 году под названием Puzzle Quest: Challenge of the Warlords и стала хитом продаж.
Следующей игрой серии стала Puzzle Kingdoms, совмещавшая в себе головоломки и элементы пошаговой стратегии. Игра была холодно встречена критиками и игровой общественностью.
На данный момент последняя игра во вселенной Warlords — Puzzle Quest 2.

## Пользовательские модификации
Начиная с Warlords II, почти все игры серии создавались с возможностью создания пользовательских модификаций.
Для всех стратегических игр были созданы официальные редакторы сценариев, поставляемые вместе с игрой. Для Warlords II создавались новые юниты, города и предметы. Warlords III изначально не была предназначена для модификаций и в ней не было даже редактора карт. С выходом дополнения Warlords III: Darklords Rising это исправили, и для игры появилось множество модификаций. Наиболее известные из них — Stormheim и KHeroes.
В Warlords IV не было возможности изменять игровые ресурсы так же легко, но начиная с версии игры 1.03 все патчи делаются совместно с сообществом игроков. Все новые изменения обсуждаются на форуме.
Для Warlords BattleCry III было создано множество различных модификаций. У игр Puzzle Quest и Puzzle Quest 2 тоже существует большое сообщество моддеров.

## Список игр серии
| Игра                                    | Жанр                                                       | Год выхода |
| --------------------------------------- | ---------------------------------------------------------- | ---------- |
| Warlords                                | Пошаговая стратегия                                        | 1989       |
| Warlords II                             | Пошаговая стратегия                                        | 1993       |
| Warlords II: Scenario Builder           | Пошаговая стратегия, дополнение                            | 1993       |
| Warlords II Deluxe                      | Пошаговая стратегия, дополнение                            | 1995       |
| Warlords                                | Коллекционная карточная игра                               | 1997       |
| Warlords III: Reign Of Heroes           | Пошаговая стратегия                                        | 1997       |
| Warlords III: Darklords Rising          | Пошаговая стратегия, дополнение                            | 1998       |
| Warlords Battlecry                      | Стратегия в реальном времени                               | 1999       |
| Warlords Battlecry II                   | Стратегия в реальном времени                               | 2002       |
| Warlords IV: Heroes Of Etheria          | Пошаговая стратегия                                        | 2003       |
| Warlords Battlecry III                  | Стратегия в реальном времени                               | 2004       |
| Puzzle Quest: Challenge of the Warlords | Головоломка, ролевая игра                                  | 2007       |
| Warlords Online                         | Головоломка, браузерная многопользовательская ролевая игра | 2008       |
| Puzzle Kingdoms                         | Головоломка, пошаговая стратегия                           | 2009       |
| Puzzle Chronicles                       | Головоломка, ролевая игра                                  | 2010       |
| Puzzle Quest 2                          | Головоломка, ролевая игра                                  | 2010       |

Отменённые игры или игры, статус которых неизвестен:
| Игра              | Жанр                |
| ----------------- | ------------------- |
| Warlords DS       | Пошаговая стратегия |
| Warlords: Castles | Пошаговая стратегия |
| Warlords V        | Пошаговая стратегия |

## Свободные реализации и ремейки
Существует несколько свободных клонов Warlords. Проект FreeLords появился в 2000 году и изначально преследовал цель создания свободного клона Warlords II, но сейчас разработчики уже не ставят перед собой целью полное копирование игры и вносят свои собственные идеи, такие как, например, изометрический вид.
Игра LordsAWar! является форком C++ версии FreeLords, но в отличие от первого проекта, разработчики решили оставить не тронутым игровой процесс оригинальной игры.
Проект FreeLords полностью перешёл на Java, а работа над C++ версией была прекращена. Оба проекта на данный момент активно разрабатываются группами независимых разработчиков.
Весной 2010 года было начато бета-тестирования браузерной игры Warlords II remake, которая представляет собой онлайн-реализацию Warlords II. С января 2011 года игра стала называться Warbarons.